# Can't Take My Eyes Off You
Can't Take My Eyes Off You is een lied uit 1967 geschreven door Bob Crewe en Bob Gaudio. Het is op single uitgebracht door Frankie Valli. Bob Gaudio was bandlid in Valli's begeleidingsband The Four Seasons.
In 1982 bracht Boys Town Gang een disco-versie van het lied uit die nummer 1 haalde in o.a. de Nederlandse Top 40 en de Vlaamse Ultratop 50. Het is ook te horen in het spel Just Dance 4.
Een andere hitgenoteerde versie is afkomstig van Gerard Joling en Tatjana Šimić, die in 1992 zowel in de Nederlandse Top 40 als in de Nationale Top 100 de top 10 bereikte. Daarnaast werd het nummer in 1991 door de Pet Shop Boys gecoverd in een medley met het U2-nummer "Where the Streets Have No Name" onder de titel "Where the Streets Have No Name (I Can't Take My Eyes Off You)". Andere artiesten die het hebben gecoverd, zijn Gloria Gaynor, Manic Street Preachers, Maureen McGovern, Ross McManus, Mina, Muse, Andy Williams en Nancy Wilson.

## Hitnoteringen

### Boys Town Gang

#### Nederlandse Top 40
| Hitnotering: 15-05-1982 t/m 24-07-1982 | Hitnotering: 15-05-1982 t/m 24-07-1982 | Hitnotering: 15-05-1982 t/m 24-07-1982 | Hitnotering: 15-05-1982 t/m 24-07-1982 | Hitnotering: 15-05-1982 t/m 24-07-1982 | Hitnotering: 15-05-1982 t/m 24-07-1982 | Hitnotering: 15-05-1982 t/m 24-07-1982 | Hitnotering: 15-05-1982 t/m 24-07-1982 | Hitnotering: 15-05-1982 t/m 24-07-1982 | Hitnotering: 15-05-1982 t/m 24-07-1982 | Hitnotering: 15-05-1982 t/m 24-07-1982 | Hitnotering: 15-05-1982 t/m 24-07-1982 | Hitnotering: 15-05-1982 t/m 24-07-1982 |
| Week                                   | 1                                      | 2                                      | 3                                      | 4                                      | 5                                      | 6                                      | 7                                      | 8                                      | 9                                      | 10                                     | 11                                     |                                        |
| -------------------------------------- | -------------------------------------- | -------------------------------------- | -------------------------------------- | -------------------------------------- | -------------------------------------- | -------------------------------------- | -------------------------------------- | -------------------------------------- | -------------------------------------- | -------------------------------------- | -------------------------------------- | -------------------------------------- |
| Nummer                                 | 24                                     | 15                                     | 5                                      | 3                                      | 1                                      | 1                                      | 1                                      | 2                                      | 6                                      | 21                                     | 36                                     | uit                                    |

#### Nationale Hitparade
| Hitnotering: 22-05-1982 t/m 07-08-1982 | Hitnotering: 22-05-1982 t/m 07-08-1982 | Hitnotering: 22-05-1982 t/m 07-08-1982 | Hitnotering: 22-05-1982 t/m 07-08-1982 | Hitnotering: 22-05-1982 t/m 07-08-1982 | Hitnotering: 22-05-1982 t/m 07-08-1982 | Hitnotering: 22-05-1982 t/m 07-08-1982 | Hitnotering: 22-05-1982 t/m 07-08-1982 | Hitnotering: 22-05-1982 t/m 07-08-1982 | Hitnotering: 22-05-1982 t/m 07-08-1982 | Hitnotering: 22-05-1982 t/m 07-08-1982 | Hitnotering: 22-05-1982 t/m 07-08-1982 | Hitnotering: 22-05-1982 t/m 07-08-1982 | Hitnotering: 22-05-1982 t/m 07-08-1982 |
| Week                                   | 1                                      | 2                                      | 3                                      | 4                                      | 5                                      | 6                                      | 7                                      | 8                                      | 9                                      | 10                                     | 11                                     | 12                                     |                                        |
| -------------------------------------- | -------------------------------------- | -------------------------------------- | -------------------------------------- | -------------------------------------- | -------------------------------------- | -------------------------------------- | -------------------------------------- | -------------------------------------- | -------------------------------------- | -------------------------------------- | -------------------------------------- | -------------------------------------- | -------------------------------------- |
| Nummer                                 | 26                                     | 4                                      | 3                                      | 1                                      | 1                                      | 1                                      | 1                                      | 4                                      | 9                                      | 17                                     | 33                                     | 45                                     | uit                                    |

#### NPO Radio 2 Top 2000
| Nummer met noteringen in de NPO Radio 2 Top 2000 | '99  | '00  | '01  | '02  | '03  | '04  | '05  | '06  | '07 | '08  |
| ------------------------------------------------ | ---- | ---- | ---- | ---- | ---- | ---- | ---- | ---- | --- | ---- |
| Can't Take My Eyes Off You                       | 1079 | 1056 | 1002 | 1405 | 1889 | 1993 | 1880 | 1989 | -   | 1944 |

1. ↑  Een '-' betekent dat het nummer niet was genoteerd en een vetgedrukt getal geeft de hoogste notering aan.
2. ↑  Deze tabel is bijgewerkt tot en met de laatste editie (2024).

### Gerard Joling & Tatjana Šimić

#### Nederlandse Top 40
| Hitnotering: 08-08-1992 t/m 03-10-1992 | Hitnotering: 08-08-1992 t/m 03-10-1992 | Hitnotering: 08-08-1992 t/m 03-10-1992 | Hitnotering: 08-08-1992 t/m 03-10-1992 | Hitnotering: 08-08-1992 t/m 03-10-1992 | Hitnotering: 08-08-1992 t/m 03-10-1992 | Hitnotering: 08-08-1992 t/m 03-10-1992 | Hitnotering: 08-08-1992 t/m 03-10-1992 | Hitnotering: 08-08-1992 t/m 03-10-1992 | Hitnotering: 08-08-1992 t/m 03-10-1992 | Hitnotering: 08-08-1992 t/m 03-10-1992 |
| Week                                   | 1                                      | 2                                      | 3                                      | 4                                      | 5                                      | 6                                      | 7                                      | 8                                      | 9                                      |                                        |
| -------------------------------------- | -------------------------------------- | -------------------------------------- | -------------------------------------- | -------------------------------------- | -------------------------------------- | -------------------------------------- | -------------------------------------- | -------------------------------------- | -------------------------------------- | -------------------------------------- |
| Nummer                                 | 28                                     | 20                                     | 14                                     | 8                                      | 5                                      | 5                                      | 9                                      | 17                                     | 29                                     | uit                                    |

#### Nationale Top 100
| Hitnotering: 25-07-1992 t/m 24-10-1992 | Hitnotering: 25-07-1992 t/m 24-10-1992 | Hitnotering: 25-07-1992 t/m 24-10-1992 | Hitnotering: 25-07-1992 t/m 24-10-1992 | Hitnotering: 25-07-1992 t/m 24-10-1992 | Hitnotering: 25-07-1992 t/m 24-10-1992 | Hitnotering: 25-07-1992 t/m 24-10-1992 | Hitnotering: 25-07-1992 t/m 24-10-1992 | Hitnotering: 25-07-1992 t/m 24-10-1992 | Hitnotering: 25-07-1992 t/m 24-10-1992 | Hitnotering: 25-07-1992 t/m 24-10-1992 | Hitnotering: 25-07-1992 t/m 24-10-1992 | Hitnotering: 25-07-1992 t/m 24-10-1992 | Hitnotering: 25-07-1992 t/m 24-10-1992 | Hitnotering: 25-07-1992 t/m 24-10-1992 | Hitnotering: 25-07-1992 t/m 24-10-1992 |
| Week                                   | 1                                      | 2                                      | 3                                      | 4                                      | 5                                      | 6                                      | 7                                      | 8                                      | 9                                      | 10                                     | 11                                     | 12                                     | 13                                     | 14                                     |                                        |
| -------------------------------------- | -------------------------------------- | -------------------------------------- | -------------------------------------- | -------------------------------------- | -------------------------------------- | -------------------------------------- | -------------------------------------- | -------------------------------------- | -------------------------------------- | -------------------------------------- | -------------------------------------- | -------------------------------------- | -------------------------------------- | -------------------------------------- | -------------------------------------- |
| Nummer                                 | 96                                     | 78                                     | 55                                     | 32                                     | 20                                     | 10                                     | 8                                      | 6                                      | 7                                      | 12                                     | 17                                     | 30                                     | 42                                     | 63                                     | uit                                    |